# Mateus 23

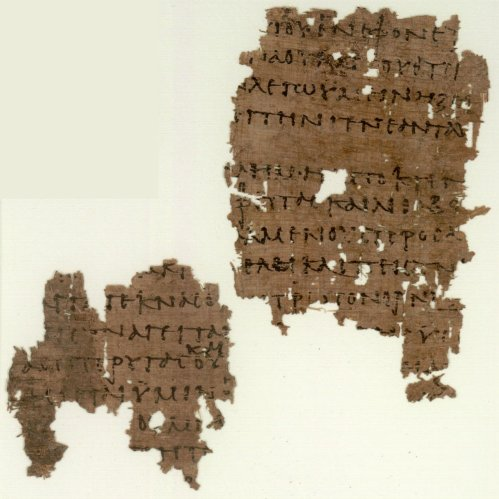
Papiro 77, um dos Papiros de Oxirrinco, um fragmento que contém os versículos 23:30-39 de Mateus.

Mateus 23 é o vigésimo-terceiro capítulo do Evangelho de Mateus no Novo Testamento da Bíblia e consiste inteiramente de acusações de hipocrisia e perjúrio feitas por Jesus contra os fariseus. É conhecido também como "Críticas aos fariseus".
Lucas 37:54 é similar a Mateus 23, mas a versão de Lucas apresenta apenas seis acusações e seu relato é mais curto que o de Mateus.

## Versículo 14
O versículo 14 («{Ai de vós, escribas e fariseus hipócritas! porque devorais as casas das viúvas sob pretextos de longas orações; por isso recebereis maior condenação.» (Mateus 23:14)) não aparece em todas as traduções da Bíblia para o português ou, quando aparece, está entre chaves ou marcado por uma nota de rodapé. O motivo é que acredita-se que seja uma duplicação de Marcos 12:40 ou Lucas 20:47.

## Manuscritos
- Papiro 77 - versículos 23:30-39